# Ebalia rotundata
Ebalia rotundata is een krabbensoort uit de familie van de Leucosiidae. De wetenschappelijke naam van de soort werd in 1880 voor het eerst geldig gepubliceerd in door Alphonse Milne-Edwards.